# Libération (journal de Libération-Nord)
Pour les articles homonymes, voir Libération.
Ne doit pas être confondu avec Libération (journal, 1941-1964).
Libération est un journal hebdomadaire édité clandestinement entre le 1er décembre 1940 et le 14 août 1944. Créé par Christian Pineau, il était le journal du mouvement de Résistance Libération-Nord.

## Présentation

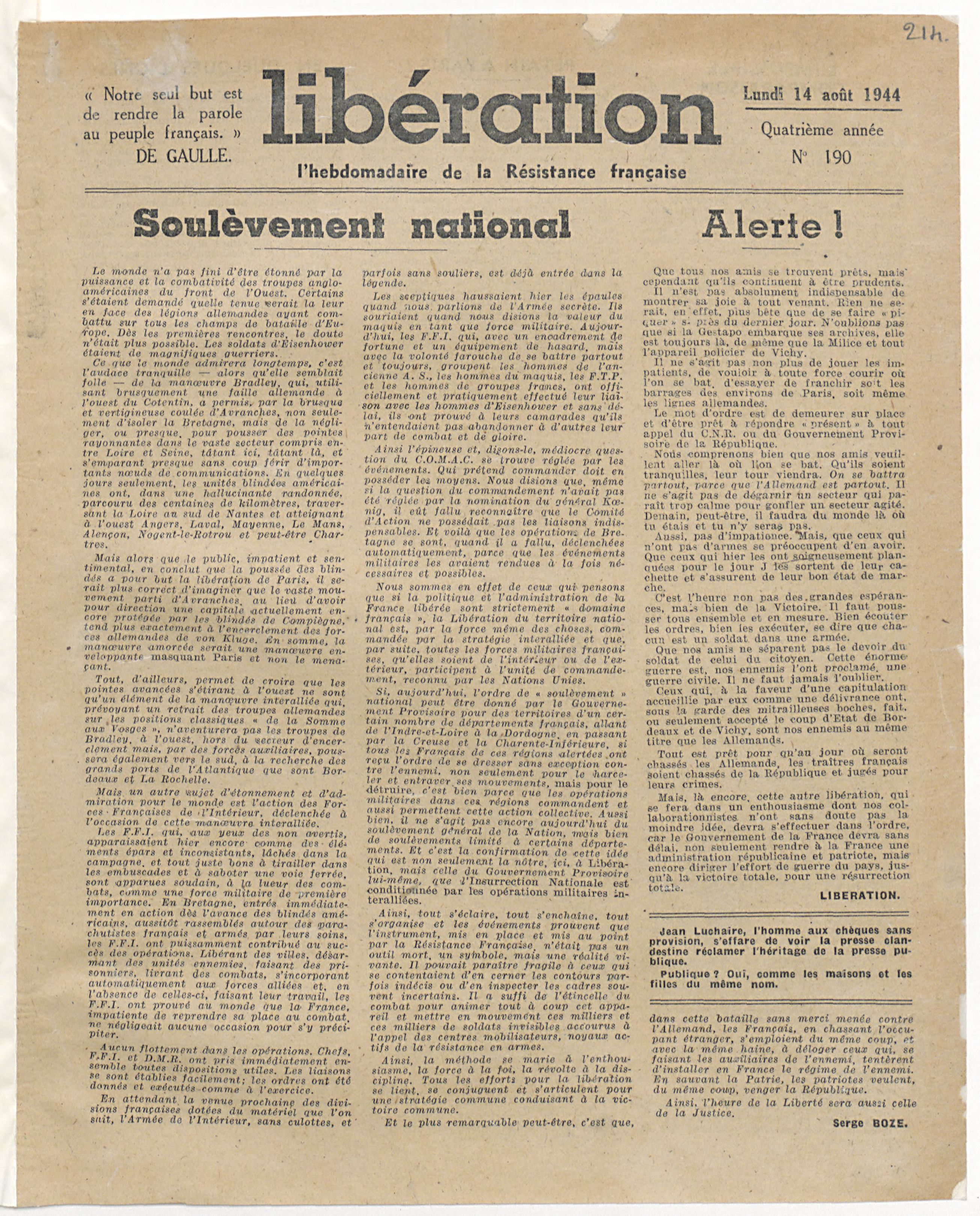
Une du journal du 14 août 1944

Les soixante et un premiers numéros du journal sont rédigés par Christian Pineau seul, sous les pseudonymes de François Berteval ou capitaine Brécourt.
Au printemps 1942, Jean Texcier reprend la rédaction du journal après le passage de Christian Pineau en zone sud.
Gaston Tessier (Jean Delarc, Jeanne Lafrance, P. Loutil), Maurice Harmel (Jean Fournès), le docteur Yves Porch'er (d) (capitaine Bricourt) et Marcel Ferrières (Barafort) donnent régulièrement des articles.
Louis Vallon, Emmanuel d'Astier de La Vigerie, ou Pierre Brossolette y participent occasionnellement.
C'est le « seul des organes de résistance à paraître chaque semaine sans interruption ».
Le tirage est modeste, comparé aux autres feuilles clandestines - mais il ne s'agit que des tirages initiaux, et le journal était en fait largement recopié :
- 7 exemplaires pour les premiers numéros,
- 100 en 1941,
- 350 au printemps 1942,
- 1 000 fin 1942,
- 4 000 au printemps 1943,
- 40 000 exemplaires à la fin de l'occupation.

### Sources
- François Marcot (dir.), Bruno Leroux et Christine Levisse-Touzé, Dictionnaire historique de la Résistance, Paris, éd. Robert Laffont, coll. « Bouquins », avril 2006, 1 188 (ISBN 2-221-09997-4), p. 125-126